# 아주그룹
아주그룹(Aju Group)은 아주그룹 (亞洲, 영어: AJU Group)은 건자재 산업을 중심으로 시작된 대한민국의 기업 집단으로, 모기업인 아주산업을 통해 꾸준히 사업을 확장하며 건자재, 금융, 자동차 유통, 호텔, IT 등 다양한 분야에서 경쟁력을 갖춘 기업으로 성장해왔다.

## 계열사
- 아주산업
- 브이샘
- 아주캄보디아
- 아주미얀마
- 아주IB투자
- SOLASTA VENTURES
- 아주네트웍스
- 아주오토리움
- 아주모터스
- 아주컨티뉴엄
- 아주호텔서교(RYSE)
- 아주큐엠에스

### 이전 계열사
- 아주캐피탈 (현 우리금융캐피탈)
- 아주저축은행(현 우리금융저축은행)
- 아주자산운용  (현 글로벌원자산운용)
- 하얏트리젠시제주
- 아주지오텍 (현 AJ지오텍)
- 아주택배
- 코그넷나인